# Sipos János (atléta)
Sipos János (Karcag, 1991. szeptember 12. –) magyar rövidtávfutó, nyolcszoros magyar bajnok.

## Élete
Kunmadarason nőtt fel, de fiatalon Túrkevén tanult. Előbb triatlonozott, majd versenykerékpározott, végül 2010-ben megismerkedett az atlétikával. Részt vett a 2015-ös és a 2017-es fedett pályás atlétikai Európa-bajnokságokon, valamint a 2016-os atlétikai Európa-bajnokságon.

## Csúcsai
- 60 méter síkfutásban: 6,71
- 100 méter síkfutásban: 10,39
- 200 méteren:
  - fedettpályán: 22,20
  - szabadtéren: 21,69